# Chicagói metró
A chicagói metró (angolul: Chicago „L”) Chicago metróhálózata. A chicagói metró a harmadik legforgalmasabb metró az Egyesült Államokban a New York-i és a washingtoni metró után. A legrégebbi része 1892-ben épült, így a chicagói metró a New York-i után a második legrégebbi metró az Egyesült Államokban, amelynek első működő szakasza 1868-ban épült.
Mivel a város alig néhány méterrel magasabbra épült, mint a közelben fekvő Michigan-tó vízszintje, így a vágányok nem a föld alatt alagútban futnak, hanem az utca szintjétől magasabban, megemelve.

## Forgalom
Az utasforgalom az elmúlt években az alábbi módon változott:
| Utasok száma | 230 200 000 | 218 500 000 | 103 524 900 |
|              | 2017        | 2019        | 2022        |